# نموذج أرض مستصلحة من البحر

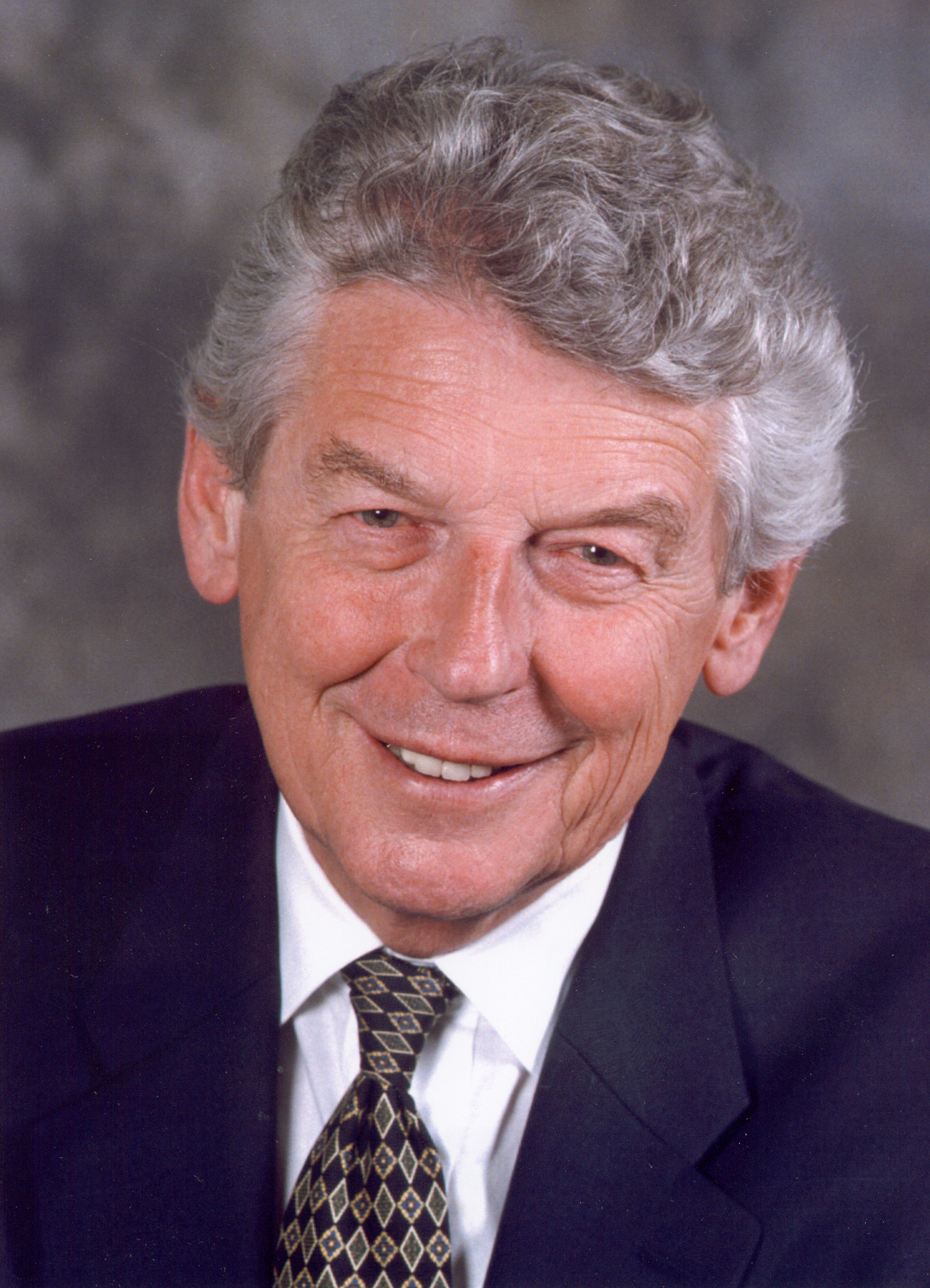
فيم كوك، رئيس وزراء هولندا السابق، دعم مصطلح نموذج الأرض المستصلحة من البحر.

نموذج الأرض المستصلحة من البحر (بالإنجليزية: Polder model) هو مصطلح غير مؤكد الأصل الذي تم استخدامه لأول مرة لوصف النسخة المشهود لها الهولندية لصنع السياسات الاقتصادية والاجتماعية على أساس الإجماع، خاصةً في ثمانينات وتسعينات القرن العشرين. [بحاجة لمصدر] وسرعان ما اتخذ هذا المصطلح معنى أوسع، للدلالة على حالات مماثلة من صنع القرار بالإجماع على الطريقة الهولندية. وهي توصف بعبارات مثل «الاعتراف العملي بالتعددية (الأغلبية)» و«التعاون على الرغم من الخلافات».